# Monastîrok, Zolociv
Monastîrok (în ucraineană Монастирок) este un sat în comuna Ielîhovîci din raionul Zolociv, regiunea Liov, Ucraina.

## Demografie
Componența lingvistică a localității Monastîrok
     Ucraineană (99,59%)
     Alte limbi (0,41%)
Conform recensământului din 2001, majoritatea populației localității Monastîrok era vorbitoare de ucraineană (99,59%), existând în minoritate și vorbitori de alte limbi.